# Pukarzów-Kolonia
Pukarzów-Kolonia – kolonia w Polsce położona w województwie lubelskim, w powiecie tomaszowskim, w gminie Łaszczów.
W latach 1975–1998 miejscowość administracyjnie należała do województwa zamojskiego.
Kolonia wchodzi w skład sołectwa Pucharzów gminy Łaszczów.
Wierni Kościoła rzymskokatolickiego należą do parafii Przemienienia Pańskiego w Czartowcu.